# Sàtires (Juvenal)
Les  Sàtires són un recull de poemes satírics escrits per l'autor romà Juvenal al final del segle i i al començament del segle ii.

## Estructura
És un recull de setze poemes, escrits en hexàmetre dactílic, que està organitzat en cinc llibres:
- Llibre I: Sàtires 1/5
- Llibre II: Sàtira 6
- Llibre III: Sàtires 7/9
- Llibre IV: Sàtires 10/12
- Llibre V: Sàtires 13-16 (de la 16 només se'n conserven fragments)

## Sumari
Els versos són una crítica de la societat decadent de l'antiga Roma L'autor no pretén fer com Persi una crítica dels costums ni de la cultura, ni fa, com feia Horaci, cap intent de conscienciar les persones a través de la ironia. Juvenal, a les Sàtires, parla de la lluita política interna i ataca una determinada classe social, la classe dominant a Roma en la seva època, a la que acusa de corrupta. No parla de persones concretes de l'aristocràcia, sinó de figures del passat que li serveixen per denunciar les actituds del present.